# Gomphales
Ordre
Les Gomphales sont un ordre de champignons de la sous-classe des Phallomycetidae.

## Liste des familles
Selon MycoBank (15 janvier 2023) :
- Beenakiaceae Jülich, 1982
- Gomphaceae Donk, 1961
- Lentariaceae Jülich, 1982
- Ramariaceae Corner, 1970

## Systématique
L'ordre des Gomphales a été créé en 1982 par le mycologue allemand Walter Jülich (d) (1942-),.

### Publication originale
- (en) W. Jülich, « Higher taxa of Basidiomycetes », Bibliotheca Mycologica, vol. 85,‎ 1982, p. 1-485 (ISSN 0067-8066)